# Idaea schultzi
Idaea schultzi är en fjärilsart som beskrevs av Haber 1943. Idaea schultzi ingår i släktet Idaea och familjen mätare. Inga underarter finns listade i Catalogue of Life.